# جيم والتون (لاعب كرة قاعدة)
جيم والتون (بالإنجليزية: Jim Walton)‏ هو لاعب كرة قاعدة أمريكي، ولد في 5 يونيو 1934.

## وصلات خارجية
- جيم والتون على موقعبيزبول رفرنس.كوم (الدوري الثانوي) (الإنجليزية)